# Strijkkwartet nr. 11 (Villa-Lobos)
Heitor Villa-Lobos componeerde zijn Strijkkwartet nr. 11 in 1948. Het is opgedragen aan zijn vrouw Arminda Villa-Lobos. Het is een strijkkwartet dat naar het neoclassicisme neigt. Nog wel atonaal, maar somber op een C-majeur akkoord eindigend. Het Quarteto lacovino gaf de première in Rio de Janeiro. Afwijkend van zijn gehele strijkkwartetoeuvre staat het Scherzo voor het langzame deel (in plaats van andersom zoals gebruikelijk).

## Delen
1. Allegro non troppo
2. Scherzo, vivace
3. Adagio
4. Poco andantino (quasi Allegro)

## Bron en discografie
- Uitgave Briljant Classics: Cuarteto Latinoamericano
- Uitgave Naxos: Danubius Kwartet

Strijkkwartet nr. 1 · Strijkkwartet nr. 2 · Strijkkwartet nr. 3 · Strijkkwartet nr. 4 · Strijkkwartet nr. 5 · Strijkkwartet nr. 6 · Strijkkwartet nr. 7 · Strijkkwartet nr. 8 · Strijkkwartet nr. 9 · Strijkkwartet nr. 10 · Strijkkwartet nr. 11 · Strijkkwartet nr. 12 · Strijkkwartet nr. 13 · Strijkkwartet nr. 14 · Strijkkwartet nr. 15 · Strijkkwartet nr. 16 · Strijkkwartet nr. 17